# Sappada
Sappada – miejscowość i gmina we Włoszech, w regionie Friuli-Wenecja Julijska, w prowincji Udine.
Według danych na styczeń 2009 gminę zamieszkiwało 1314 osób przy gęstości zaludnienia 20,9 os./1 km².
22 listopada 2017 r. Parlament Włoch przyjął ustawę zezwalającą na oderwanie się gminy od Wenecji Euganejskiej. Sappada powróciła do regionu Friuli-Wenecja Julijska, z którego została wydzielona w 1852 roku.